# Camponotus silvestrii
Camponotus silvestrii är en myrart som beskrevs av Carlo Emery 1906. Camponotus silvestrii ingår i släktet hästmyror, och familjen myror. Inga underarter finns listade.